# Übergangsmanagement bei Jugendlichen
Übergangsmanagement bezeichnet in der Pädagogik die Gestaltung eines Übergangs („Übergang“, lat. „Transition“) unter Mitwirkung professioneller Institutionen.

## Allgemein
Die Biografie des Menschen ist durch zahlreiche Übergänge geprägt: Übergang vom Kindergarten in die Grundschule, Übergang von der Grundschule in die Sekundarstufe I, Übergang von der Sekundarstufe I in die Sekundarstufe II, Übergang von der Schule in die Berufsausbildung, Übergang von der Berufsausbildung in die Arbeit im erlernten Beruf, Übergang vom Beruf in den Ruhestand. Solche Übergänge führen zu Veränderungen im sozialökologischen System und werden häufig als kritische Lebensereignisse erlebt, da es sich um sensible Phasen handelt, die sich in verschiedenen Formen durch den gesamten Lebenslauf ziehen.
Das Übergangsmanagement beschränkt sich somit nicht nur auf die schulischen Lebensjahre. Der folgende Beitrag legt jedoch den Schwerpunkt auf den Personenkreis der Jugendlichen, insbesondere solcher, denen nach dem Schulabgang eine „mangelnde Ausbildungsreife“ bescheinigt wird.
Vor allem Jugendliche profitieren vom individuellen Ansatz, den das Übergangsmanagement beinhaltet. Sie sollen auf ihre biografischen Übergänge vorbereitet werden und Verantwortung übernehmen können, notfalls auch zu den Aktivitäten gezwungen werden können, die sich daraus ergeben, dass sie ihre Berufsschulpflicht noch nicht erfüllt haben (obwohl in Deutschland eine „Pflicht zur Arbeit“ verfassungswidrig wäre). Grundsätzlich steht die Entwicklung von personalen und sozialen Kompetenzen im Vordergrund.
Der institutionelle Ansatz ist mehr arbeitsmarktorientiert. Hier geht es darum, die Beschäftigungsfähigkeit der Bevölkerung sicherzustellen. Arbeitskräfte sollen dem regionalen Arbeitsmarkt zur Verfügung gestellt werden.
Dies kann nur geschehen, wenn verschiedene Organisationen und Institutionen mit den Übergängern zusammenarbeiten.

## Zielgruppen
Zielgruppen des Übergangsmanagements „Schule–Beruf“ sind Schüler der Förder- und Hauptschulen, Lehrer und Auszubildende. Darüber hinaus zählen Beschäftigte von Betrieben, Arbeitgeber, sowie Vertreter aus der Wirtschaft und Eltern mit zu den Zielgruppen. Ebenso sind Gefangene und insbesondere Jugendstrafgefangene Zielgruppe des Übergangsmanagements.

## Ziele
Betrachtet man das Übergangsmanagement bei Jugendlichen, soll ihnen eine Perspektive eröffnet werden. Bereits in der Förderschule und der Hauptschule zeichnet es sich ab, dass viele der Schüler den Übergang in die Berufsausbildung nicht schaffen werden bzw. die Berufsausbildung nicht erfolgreich zu Ende führen werden, wenn ihnen nicht massiv geholfen wird. Ein Problem stellt hierbei auch die mangelnde Integration bestimmter Gruppen von Schülern dar. Diese Schüler werden zweifelsohne nach der Beendigung ihrer Schulzeit in ihre nächste (Lebens-)Phase gelangen, die aber auch, wenn sie Mitglieder des abgehängten Prekariats sind, aus einem jahrzehntelangen Wechsel zwischen Jobben und Phasen der Arbeitslosigkeit bestehen könnte.
Beim Übergangsmanagement sollen die Interessen der Arbeitgeber und Schüler berücksichtigt werden. Folgende Faktoren können für einen erfolgreichen Übergang sprechen:
- Netzwerkarbeit
- Orientierungsrahmen
- Frühzeitige Orientierung (individuell)
- Praktisches Arbeiten
- Übergangslösungen
- Regelmäßige Rückmeldungen
- Individuelle Planung

Ziele des Übergangsmanagements sind:
- Stärkung der Lernmotivation
- Förderung der persönlichen und fachlichen Kompetenzen
- Abbau von Ängsten
- Das Bildungsniveau von Schülern der Haupt- und Förderschulen soll gesteigert werden → Chancenverbesserung
- Anzahl der Schüler in Wartestellungen sowie ohne Berufsabschluss soll verringert werden
- Praxisorientierter Zugang zu den Berufsbildern

## Warum Übergangsmanagement?
In Zeiten hoher Arbeitslosigkeit, wie in der Mitte der 2000er Jahre, ist der Übergang von der Schule in die Berufsausbildung besonders schwierig. In solchen Zeiten gesellt sich zum Vorwurf der „mangelnden Ausbildungsreife“ als Exklusionsgrund der Hinweis, dass man auch von den an sich „ausbildungsreifen“ Jugendlichen nicht alle auf dem Ausbildungsstellenmarkt benötige (marktbedingte Benachteiligung). 2006 gelang es 15 Prozent eines Altersjahrgangs nicht, eine Berufsausbildung anzufangen bzw. eine solche erfolgreich zu beenden. Übergangsmanagement ist eine Form der Benachteiligtenförderung und bei benachteiligten Jugendlichen mit besonderem Unterstützungsbedarf notwendig, insbesondere bei solchen, die nicht als Menschen mit einer Behinderung einen Rechtsanspruch auf eine berufliche Erstausbildung gemäß § 19 Abs. 1 des Dritten Buches Sozialgesetzbuch geltend machen können. In diesem Zusammenhang ist zu bedenken, dass die Gewährung eines „sonderpädagogischen Förderbedarfs“ während der Schulzeit keine Garantie dafür bietet, den Status eines „Behinderten“ oder auch nur „Lernbehinderten“ im Sinne des Arbeitsförderungsrechts (welches das SGB III enthält) zu erhalten. Die scharfe Grenze zwischen Menschen mit und ohne Behinderung wirkt sich insofern dramatisch aus, als noch 2016 Peter Masuch, Präsident des Bundessozialgerichts in einer Rede feststellte: „Während […] der Mensch ohne Behinderung sich wegen des Nachrangs der Sozialhilfe selber helfen kann und muss, bedarf der Mensch mit Behinderung der Unterstützung durch Mitmenschen und Gesellschaft.“
Diese Ansicht steht in der Tradition der Agenda 2010, der zufolge Erwerbsfähige durch Androhung von Arbeitslosigkeit und Armut motiviert werden müssten, die gewünschte Anstrengungsbereitschaft zu entwickeln (Ex-Bundeskanzler Gerhard Schröder: „Es gibt kein Recht auf Faulheit in unserer Gesellschaft.“)
Die Wege in die Berufsausbildung sind insbesondere für Jugendliche ohne Hauptschulabschluss (10 Prozent eines Altersjahrgangs) langwierig und vielfältig geworden. Aufgrund einer Abfolge von Qualifizierungsschritten wie z. B. Schnupperlehren, Praktika oder Berufsvorbereitenden Bildungsgängen, entstehen auch viele Entscheidungen, die das Gelingen der beruflichen Integration erschweren können. So sind Abbrüche oder Sackgassen eine Gefährdung für die Eingliederung in das Berufsleben und damit für die Fähigkeit, jahrzehntelang ein Leben ohne Angewiesensein auf Sozialtransfers führen zu können. Eine besondere Komplexität resultiert in Deutschland insbesondere durch die Vielfalt von Zuständigkeiten im Übergangssystem „Schule–Beruf“. Somit gelingt es manchen Jugendlichen nicht, in diesem unübersichtlichen System von Bildungsinstitutionen und -angeboten, passende, an ihren Voraussetzungen, Zielen und Lebenslagen anknüpfende Anschlüsse zu finden. Hierbei soll Übergangsmanagement ansetzen und Unterstützung in Form einer Lotsenfunktion bieten. Eine Gefahr besteht darin, dass Schulabsolventen nach Absolvierung der zwölfjährigen Berufsschulpflicht und Erreichen der Volljährigkeit die Option haben, ohne Berufsausbildung zu „jobben“. Viele junge Menschen machen von dieser Möglichkeit Gebrauch, wenn sie des Aufenthalts in Systemen, die sie mit Lernen-Müssen verbinden, überdrüssig sind.

## Gesetzliche Grundlagen und Angebote in Deutschland
Die Grundlagen, die eine gesetzliche Unterstützung für den Übergang ins Berufsleben gewährleisten, basieren im Wesentlichen auf drei Punkten.

### Arbeitsförderungsgesetz
Das Arbeitsförderungsgesetz (SGB III) garantiert jedem Bürger eine gesetzliche Unterstützung bei der Berufsfindung.
„(1) Die Agentur für Arbeit hat Ausbildungsuchenden, Arbeitsuchenden und Arbeitgebern Ausbildungsvermittlung und Arbeitsvermittlung (Vermittlung) anzubieten. Die Vermittlung umfaßt alle Tätigkeiten, die darauf gerichtet sind, Ausbildungsuchende mit Arbeitgebern zur Begründung eines Ausbildungsverhältnisses und Arbeitsuchende mit Arbeitgebern zur Begründung eines Beschäftigungsverhältnisses zusammenzuführen. Die Agentur für Arbeit stellt sicher, dass Arbeitslose und Ausbildungsuchende, deren berufliche Eingliederung voraussichtlich erschwert ist, eine verstärkte vermittlerische Unterstützung erhalten.“ (§ 35 SGB III)
Auch die berufliche Eingliederung von Menschen mit Behinderung ist im Arbeitsförderungsgesetz gesetzlich geregelt. (SGB III § 19, §§ 61 ff, §§ 97 ff.)

#### Angebote auf Grundlage des Arbeitsförderungsgesetzes
1. Berufsvorbereitende Bildungsmaßnahmen (BvB): Werden von der Bundesagentur für Arbeit angeboten, mit dem Ziel Jugendliche beruflich einzugliedern. Die BvB bieten auch Förderlehrgänge für Behinderte an sowie die Möglichkeit eines nachträglichen Schulabschlusses.
2. Förderung der Berufsausbildung für Benachteiligte: Durch „ausbildungsbegleitende Hilfen“ (abH) und „Berufsausbildung in außerbetrieblichen Einrichtungen“ (BaE) soll Jugendlichen, die besondere Hilfe benötigen, eine erstmalige betriebliche Ausbildung ermöglicht werden.
3. Berufsförderung Behinderter: Menschen mit Behinderung soll in Berufsbildungswerken (BBW) eine berufliche Erstausbildung ermöglicht werden.
4. Förderung des Übergangs in Beschäftigung: „Übergangshilfen“ sollen z. B. nach der BaE den Übergang ins Berufsleben durch Bewerbungstraining oder sozialpädagogische Maßnahmen ermöglichen.

→ staatliche Verantwortung

### Berufsbildungsgesetz
Berufsvorbereitung der staatlichen Berufsschulen (Berufsbildungsgesetz) regelt die berufliche Ausbildung in Deutschland und soll jedem Bürger eine Berufsausbildung in der für ihn angemessenen Form ermöglichen.
„(1) Berufsbildung im Sinne dieses Gesetzes sind die Berufsausbildungsvorbereitung, die Berufsausbildung, die berufliche Fortbildung und die berufliche Umschulung.
(2) Die Berufsausbildungsvorbereitung dient dem Ziel, durch die Vermittlung von Grundlagen für den Erwerb beruflicher Handlungsfähigkeit an eine Berufsausbildung in einem anerkannten Ausbildungsberuf heranzuführen.“ (§ 1 BBiG)

#### Angebote auf Grundlage der Berufsbildungsgesetz
1. Berufsvorbereitungsjahr (BVJ)
2. Berufsgrundbildungsjahr (BGJ)
3. Ausbildungsgängen einjähriger Berufsfachschulen (BFS)

→ staatliche Verantwortung

### Jugendberufshilfe
Jugendberufshilfe (SGB VIII/KJHG): Richtet sich insbesondere an Jugendliche, die durch die Arbeitsförderung alleine nicht den Übergang ins Berufsleben bewältigen können.
Das Fördersystem der Jugendberufshilfe soll die schulische, berufliche Ausbildung, die berufliche Eingliederung sowie die Integration der Jugendlichen fördern. (KJHG § 13, § 27, § 35a)
Hierbei orientiert sich die Jugendberufshilfe mehr auf kommunaler Ebene, unter Einbezug der lokalen Rahmenbedingungen. Häufig wird ihre Arbeit, durch kommunale oder freie Träger gestaltet.

#### Angebote auf Grundlage der Jugendberufshilfe
Angebote zur Jugendberufshilfe basierend auf §§ 13 u. 27 des KJHG
1. Hilfen zur Orientierung in der Berufswelt
2. Ergänzende Unterstützungsmaßnahmen bei der Berufswahl
3. Hilfen vor, nach und während einer beruflichen Erstausbildung
4. Jugendhilfeorientierte Ausbildungs- oder Berufsvorbereitungsmaßnahmen
5. Unterstützung bei Schwierigkeiten in besonderen Lebenslagen

→ kommunale Verantwortung